# 15. etape af Tour de France 2013
Femtende etape af Tour de France 2013 er en 242 km lang bjergetape. Den bliver kørt søndag den 14. juli fra Givors i Rhône til "Det skaldede Bjerg" Mont Ventoux i Provence. Dette er sidste etape inden hviledagen i Vaucluse.
Givors har aldrig været start- eller målby for en etape i Tour de France før, imens det bliver Mont Ventouxs 9 gang som vært for løbet.